# Península de Gower

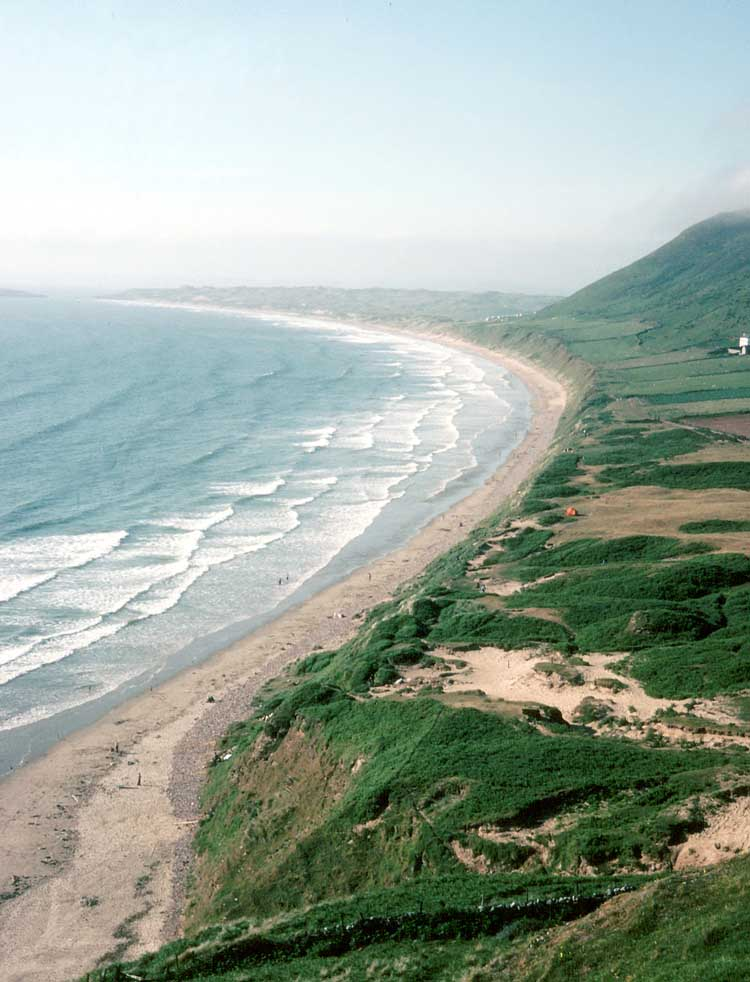
Rhossili Beach.

A Península de Gower (em galês:  Gŵyr) é um península na costa sul de Gales, Reino Unido. Foi a primeira área no Reino Unido a ser designada como Área de Destacada Beleza Natural (Area of Outstanding Natural Beauty), em 1956. É também destacada como Sítio de Interesse Científico Especial. Faz parte dela o antigo Senhorio de Gower e frequetemente é referida coloquialmente como Gower. É administrada pela autoridad unitária do Concelho da Cidade e do Condado de Swansea.

## Geografia e história

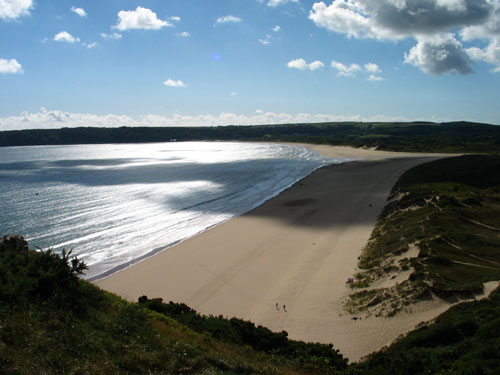
Oxwich Bay.

Situada no sul de Gales e com área de 70 milhas quadradas, Gower é conhecida pela sua costa, muito frequentada por caminhantes e entusiastas de atividades ao ar livre, especialmente surfistas. Gower tem muitas grutas, incluindo a gruta de Paviland e a gruta Minchin Hole. A península está unida com o estuário Loughor a norte e com a baía de Swansea a leste. A Área de Destacada Beleza Natural de Gower cobre 188 km² e inclui a maior parte do oeste da península de Crofty, Three Crosses (Três Cruzes), Upper Killay, Blackpill e Bishopston. O ponto mais alto da península de Gower é The Beacon em Rhossili Down a 193m, na baía Rhossili.
O antigo senhorio de Gower cobria uma área mais extensa vinculada aos rios Loughor, Ammán, Twrch e Tawe. O Ato de União de 1535 transferiu o Senhorio para o condado histórico de Glamorgan, e a parte sudoeste converteu-se no Hundred de Swansea.
Continuando com a ocupação normanda de Glamorgan, o senhorio de Gower passou para mãos inglesas, e a parte a sul passou a ser uma das zonas mais anglicizadas de Gales. Os povoados do nordeste da península, como Penclawdd e Gowerton, permaneceram fortemente galesoparlantes até meados do século XX.
Hoje em dia, a península de Gower é administrada como Distrito Rural de Gower (Gower Rural District) de Glamorgan, que se uniu ao condado municipal do condado de Swansea em 1974 para formar o distrito de Swansea. Desde 1996, Gower faz parte da Cidade e Condado de Swansea.

## Localidades

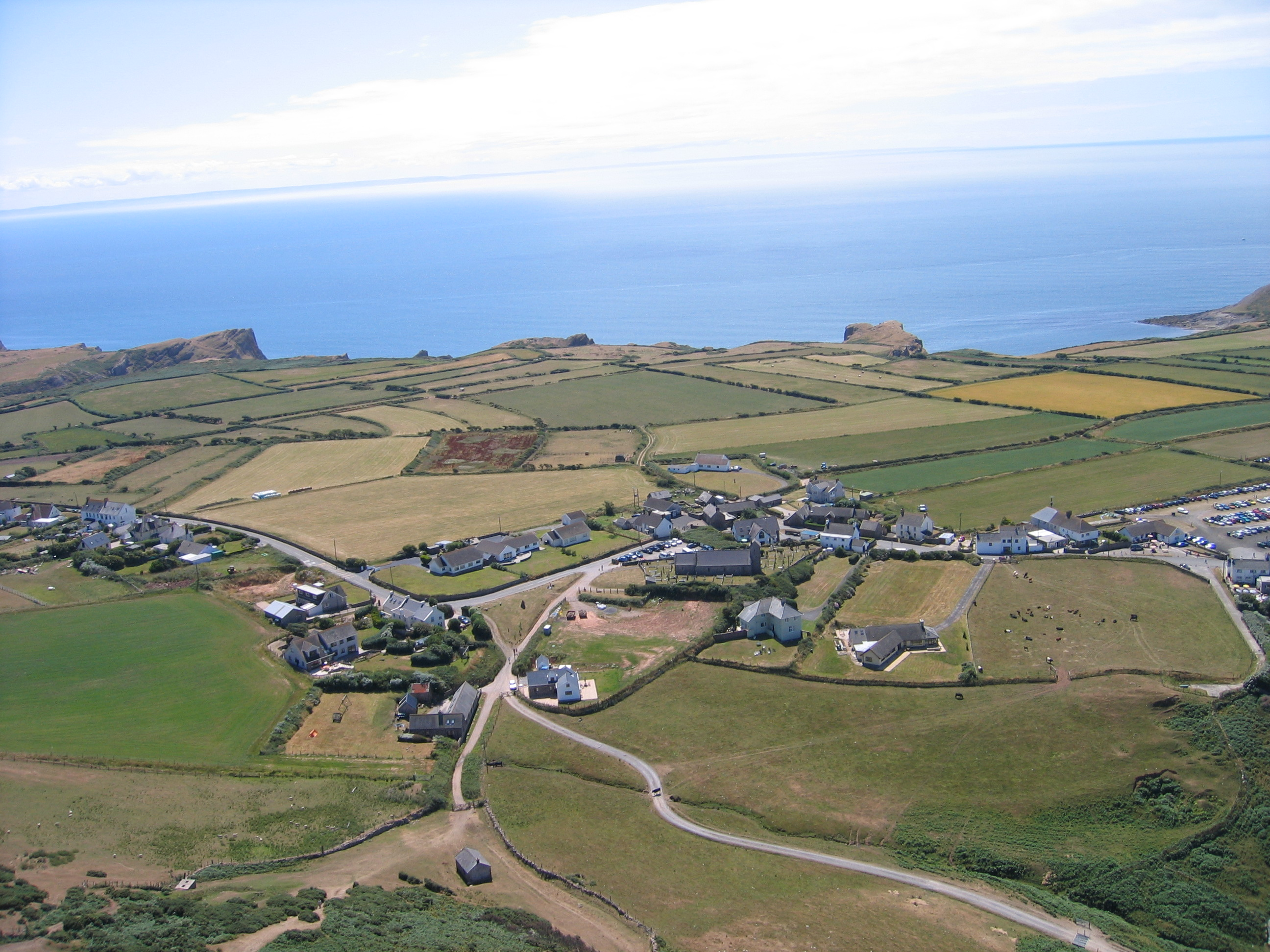
Rhossili village.

| - Bishopston - Burry Green - Caswell - Cheriton - Crofty - Gowerton - Horton - Ilston - Kittle - Knelston - Landimore - Langland - Llandewi - Llangennith - Llanmadoc - Llanmorlais - Llanrhidian - Llethryd - Middleton - Mumbles - Murton | - Newton - Nicholaston - Oldwalls - Overton - Oxwich - Oxwich Green - Parkmill - Penclawdd - Pennard - Penmaen - Penrice - Pitton - Pitton Green - Port Eynon - Reynoldston - Rhossili - Slade - Scurlage - Southgate - Three Crosses - Upper Killay |

## Praias premiadas
Diversas praias de Gower ganharam prêmios pela sua alta qualidade, incluindo o prêmio Bandeira Azul 2005 (Baía Brazalete, Baía Caswell, Baía Langland e Baía Port Eynon) o Prêmio Costa Verde 2005  (Baía Rhossili, Baía Mewslade, Baía Tor, Baía Pwll Du e Baía Limeslade), o Prêmio Costa 2006 (só as praias que têm boa qualidade de água, são limpas e bem geridas, recebem o Prêmio Costa. As praias de Gower que o receberam são  a Baía Brazalete, Baía Caswell, Baía Port Eynon , Baía Langland e Baía Limeslade).